# François Ryckhals

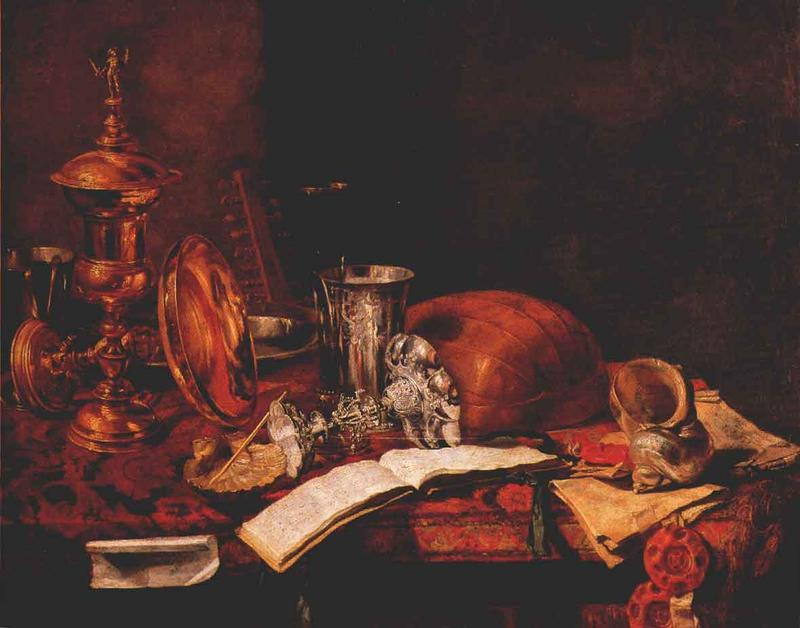
Natura morta

François o Frans Ryckhals, o Rijckhals (Middelburg, 3 maggio 1609  (battezzato) – Middelburg, 29 luglio 1647 (sepolto)), è stato un pittore e disegnatore olandese del secolo d'oro.

## Biografia
Allievo, probabilmente, di Pieter de Bloot, operò inizialmente a Middelburg, poi a Dordrecht nel 1633-1634 e infine di nuovo a Middelburg tra il 1638 ed il 1647. Nel 1640 lavorò ad un dipinto assieme a David Teniers il Giovane ad Anversa. Nel 1642 sposò la figlia del borgomastro a Middelburg e andò a vivere nella casa paterna, che oggigiorno è un museo dedicato al pittore.
Realizzò varie tipologie di dipinti, tra cui paesaggi, in particolare italiani anche con figure di natura biblica, nature morte, specialmente in ambientazione rustica, floreali, con frutta, con pesci e ambienti marini sullo sfondo, scene di caccia, di genere e religiose. Ma fu conosciuto soprattutto per le piccole scene di genere di ambientazione contadina anche con frutta e verdure e per le nature morte con lussuosi vasi e recipienti in oro ed argento. All'inizio della sua carriera si dedicò alla pittura di animali e di nature morte in ambientazione rurale. Dal 1640 realizzò soprattutto nature morte con oggetti di lusso, ma dipinse anche paesaggi, soggetti di genere e pesci.
Parte delle opere di quest'autore conservate a Berlino, San Pietroburgo e Budapest furono distrutte durante la seconda guerra mondiale.
Seguace di Willem Buytewech e Aelbert Cuyp, Ryckhals subì l'influenza di Adriaen van de Venne e a sua volta influenzò l'opera di Philips Angel I. Parte delle sue nature morte furono attribuite a Frans Hals II, a causa dell'erronea interpretazione del suo complicato monogramma.
Furono suoi allievi Laurens Bernards e, forse, Willem Kalff.

## Opere
- Natura morta, olio su tela, Musée des Beaux-Arts, Dunkerque
- Esplorazione di una soffitta, olio su tavola, 52,8 × 81,5 cm, 1637, Museo Nazionale, Varsavia[5]
- Interno rustico, olio su tavola, Museo Fabre, Montpellier[6]